# Cruz latina

A crux immissa ou Cruz Latina

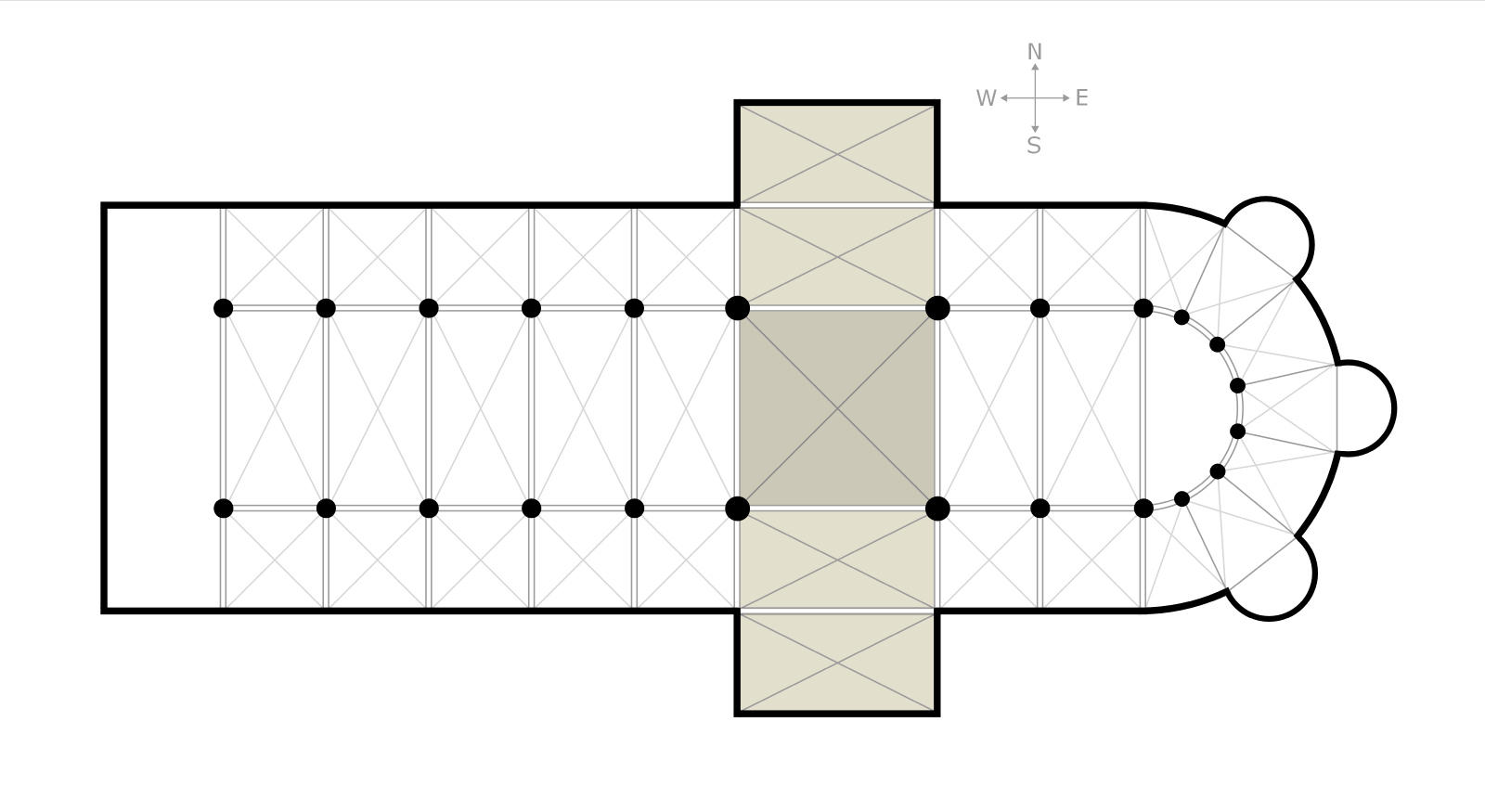
Planta em latim. A área sombreada é o transepto

Uma cruz latina ou immissa crux é um tipo de cruz na qual a viga vertical fica acima da viga cruzada, com os três braços superiores igualmente longos ou com o braço superior vertical mais curto que os dois braços horizontais e sempre com muito braço inferior mais longo.
Se exibido de cabeça para baixo, chama-se Cruz de São Pedro, porque ele foi executado com fama nesse tipo de cruz. Quando exibido de lado, é chamado de cruz de São Filipe pelo mesmo motivo. 

## História
Em um sentido amplo, a cruz latina é utilizada para representar todo o Cristianismo e a Cristandade, uma vez que ensina que Jesus se sacrificou por toda a humanidade nela, expiando os pecados do mundo. É especialmente utilizada entre as denominações do Cristianismo ocidental, incluindo a tradição católica romana e várias tradições protestantes, como o luteranismo, o moravianismo, o anglicanismo, o metodismo e o cristianismo reformado, bem como pelos anabatistas, batistas e pentecostais. Em certos períodos, como durante a Reforma Anglicana do século XVI, a cruz latina foi desfavorecida por uma minoria de teólogos, como Nicholas Ridley, embora, na história geral das igrejas cristãs ocidentais, isso tenha sido de curta duração.

## Arquitetura

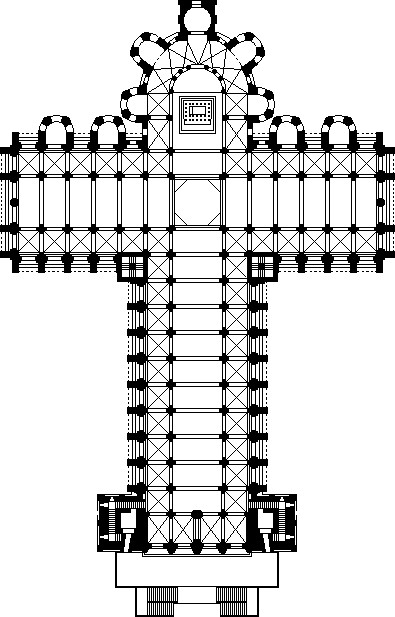
Planta da Catedral de Santiago.

A cruz latina é um formato de planta arquitetônica utilizado em igrejas, em que a nave principal tem maior comprimento do que o transepto (o braço menor). Nesse eixo maior, alinham-se o pórtico principal, o átrio, o altar principal e o ábside.
Quando ambos os braços têm o mesmo comprimento, é chamado de planta de cruz grega, um dos modelos de planta centralizada comum na arquitetura bizantina.
A planta de cruz latina é muito comum em igrejas da cristandade latina; especialmente desenvolvida em igrejas monásticas dos beneditinos medievais (Cluny e Cister) e em igrejas de peregrinação do estilo românico ao longo do Caminho de Santiago.
A área onde o braço maior e o braço menor se cruzam é chamada de cruzeiro, e a forma de sua cobertura pode variar muito: diferentes tipos de abóbadas cruzadas (abóbada de aresta, abóbada de cruzaria), cúpula, tambor, etc. Também pode ser projetada para o exterior com diferentes tipos de telhados, torres, pináculos, etc.
O braço maior (e, às vezes, o menor) é geralmente dividido em várias naves, geralmente um número ímpar, com a nave central se destacando como a principal e as naves laterais tendo altura menor. Essas naves laterais podem se estender além do cruzeiro e circundar o altar principal, em um espaço conhecido como deambulatório. Os muros da igreja podem ser articulados por meio de capelas laterais. Na cabeceira da igreja, pode haver um ábside semicircular (geralmente coberto com uma exedra - meia cúpula) que pode ser complementado com absidiolos adjacentes, seja ao próprio ábside, seja ao braço menor.
É comum que as plantas de cruz latina estejam alinhadas astronomicamente, para que o leste coincida com a cabeceira (ou ábside) e o oeste com os pés (ou pórtico); isso permite efeitos de iluminação destacados através de janelas mais ou menos amplas (óculos, rosáceas, vitrais).

## Uso nos EUA
Nos EUA, a cruz latina começou como um emblema católico romano, sendo veementemente contestada como satânica por várias denominações protestantes no século XIX, mas desde então se tornou um símbolo universal do Cristianismo e agora é também a principal representação da cruz para os protestantes.

## Igrejas cruciformes
Um plano cruzado latino é um plano encontrado em muitas igrejas e catedrais. Quando visto de cima ou em vista de planta, assume a forma de uma cruz latina (crux immissa). Tais igrejas cruciformes eram muito comuns no Ocidente durante o período românico. Os planos da cruz latina têm uma nave com corredores ou capelas, ou ambos, e um transepto que forma os braços da cruz. Ele também tem pelo menos uma abside que tradicionalmente enfrenta o leste. Muitos também têm um narthex na entrada. 

## Em sistemas de computador
O glifo tem um ponto de código unicode: U+271D ✝ LATIN CROSS